# Pik Putin
Pik (Wladimir) Putin ist ein 4446 m hoher Berg im Westen des Tienschan-Gebirges in Kirgisistan.
Der bis dahin unbenannte Berg wurde am 17. Februar 2011 auf Vorschlag des Premierministers Almasbek Atambajew mit Beschluss des kirgisischen Einkammer-Parlaments Dschogorku Kengesch nach Wladimir Putin benannt. Zuvor war ein Gesetz geändert worden, das die Benennung nach lebenden Personen untersagte.
Pik Putin liegt etwa 50 Kilometer südlich der Staatshauptstadt Bischkek im Oblus Tschüi in den Alatau-Bergen.
In Kirgisistan gibt es bereits im Terskej-Alatau den Pik Jelzin (5216 m) und an der Grenze zu Tadschikistan den seit 1928 so benannten Pik Lenin (7134 m).